# 乔治·克勒
乔治·让·弗朗茨·克勒（德語：Georges Jean Franz Köhler，發音：[ˈʒɔʁʃ ˈkøːlɐ] ⓘ；1946年4月17日—1995年3月1日），生於慕尼黑，德国生物学家。
父亲是德国人，母亲是法国人。1984年，他与尼尔斯·杰尼(Niels Järne)和塞萨尔·米尔斯坦(Cesar Milstein)因建立免疫系统调节机制理论和开发产生单克隆抗体的方法而获得诺贝尔生理学或医学奖。米尔斯坦和克勒的单克隆抗体生产技术为开发用于诊断、治疗和许多其他科学应用的抗体奠定了基础。 同年，他成为弗莱堡大学教授。 1986年，克勒成为马克斯普朗克免疫生物学研究所的所长，一直工作到1995年去世。
1995年，他因肺炎在弗赖堡去世，享年48歲。弗莱堡大学技术学院的街道以他的名字命名为乔治·克勒大街。德国免疫学会授予乔治·克勒奖。

## 奖项
- 1981年，盖尔德纳国际奖
- 1982年，卡尔·兰德施泰纳纪念奖
- 1984年，拉斯克基礎醫學研究獎
- 1984年，诺贝尔生理学或医学奖

## 外部連結
- 1984年诺贝尔生理学或医学奖- 诺贝尔奖官方网站
- （页面存档备份，存于） - 诺贝尔奖官方网站